# خان كندي (كليبر)
خان كندي هي قرية في مقاطعة كليبر، إيران. عدد سكان هذه القرية هو 221 في سنة 2006.